# Oliver Röder
Oliver Röder (* 1983 in Erfurt) ist ein deutscher Koch und seit 2022 Präsident der JRE-Deutschland.

## Werdegang
Röder begann seine Ausbildung mit 16 Jahren im Parkhotel Egerner Hof am Tegernsee. Danach ging er ins Restaurant Dichterstub’n von Michael Fell. Im Anschluss an seine Ausbildung kochte er bei Michael Moore in London, im Restaurant Ente im Hotel Nassauer Hof in Wiesbaden, als Auszubildender zum Hotelkaufmann im Bayerischen Hof in München und bei Christian Jürgens auf Burg Wernberg.
2011 eröffnete er mit seinem Geschäftspartner Johannes von Bemberg den historischen Gutshof der Burg Flamersheim. Hier wurde er Küchenchef im Restaurant Bembergs Häuschen, das seit 2012 mit einem Michelinstern ausgezeichnet wird.

## Auszeichnungen
- 2012: Ein Michelinstern für das Restaurant Bembergs Häuschen in Euskirchen[4]
- 2012: Bocuse d’Or Germany: Silber
- 2013: Gault Millau: Entdeckung des Jahres[5]

## Mitgliedschaften
- JRE-Deutschland: 2022 wurde Röder zum Präsidenten gewählt[6]